# Discovery (vaixell de 1602)
El Discovery o Doscoverie fou un vaixell lleuger de 20 t i 12 metres d'eslora, de la Companyia Britànica de les Índies Orientals, avarat abans de 1602.
Fou el més petit dels tres vaixells que, dirigits pel capità Christopher Newport, feren el viatge que donà com a resultat la fundació de  Jamestown, a la nova colònia de Virgínia el 1607.En tornar a Londres el vaixell quedà per a ús dels colonitzadors.
Posteriorment fou emprat en sis expedicions a la recerca del pas del Nord-oest. Durant l'expedició de 1610-1611 a l'Àrtida canadenca, la tripulació del Discovery es va amotinar, i va deixar al seu capità, Henry Hudson, a la deriva en un petit bot, sense que se'n tingués cap més notícia; mentre la tripulació tornà a Anglaterra. El 1615 l'explorador William Baffin acompanyà el capità Robert Bylot en una expedició com a pilot del Discovery, en la qual va recórrer l'estret de Hudson. Baffin creuà l'estret de Davis el 1616 i descobrí la badia que actualment porta el seu nom, de nou com a pilot del Discovery.